# Amvrosij (Rožděstvenskij-Veščezerov)
Amvrosij (světským jménem: Alexej Ivanovič Rožděstvenskij-Veščezerov; kolem 1767 – 26. února 1825, Tobolsk) byl ruský duchovní Ruské pravoslavné církve a arcibiskup tobolský a sibiřský.

## Život
Narodil se kolem roku 1767 v Novgorodské gubernii v rodině kněze.
Navštěvoval Kirillovský duchovní seminář a poté Alexandro-Něvskou duchovní akademii. Od roku 1794 přednášel na akademii gramatiku a řečtinu. Dne 25. března 1797 přijal mnišský postřih a v listopadu 1798 byl zapsán mezi bratry Alexandro-Něvské lávry.
Dne 18. února 1799 se stal učitelem rétoriky, ruštiny a latiny. Dne 26. ledna 1800 byl jmenován archimandritou Spaso-Kamenného monastýru a rektorem Vologdského duchovního semináře. O čtyři roky později byl převeden jako představený do Spaso-Priluckého monastýru ve Vologdě.
V prosinci 1810 byl vyslán sloužit do Petrohradu. Dne 11. září 1811 byl ustanoven představeným Valdajského Iverského monastýru. Byl inspektorem Petrohradské duchovní akademie. Od 28. ledna 1816 sloužil jako představený v Donském monastýru v Moskvě.
Dne 15. července 1817 byl vysvěcen na biskupa vjatského a slobodského a 28. října 1822 byl povýšen na arcibiskupa s jmenováním na tobolskou katedru. Během tobolského období založil misie v kyrgyzských stepích a zakládal kozácké stanice s chrámy.
Zemřel 26. února 1825.